# 荣滨街道
荣滨街道，是中华人民共和国辽宁省盘锦市大洼区下辖的一个乡镇级行政单位。

## 行政区划
荣滨街道下辖以下地区：
荣兴社区、荣滨社区、辽河社区、前进村、有雁沟村和小庄子村。